# FK Shkëndija
FK Shkëndija é uma equipe macedônia de futebol com sede em Tetovo. Disputa a primeira divisão da Macedônia do Norte (Macedonian Prva Liga).

## História
O FK Shkëndija foi fundado em 27 de Agosto de 1979. É o único clube da Macedônia que disputou todas as divisões do campeonato local e da Iugoslávia
Também é o único clube macedônio que chegou à fase de grupos de um torneio europeu, na Europa League de 2013/14 e na Conference League de 2021/22
O clube ganhou uma Ordem de Mérito da FIFA em 1993 por abrigar refugiados da Guerra da Iugoslávia em seu CT, salvando a vida de mais de 3.200 pessoas, com isso, o FK Shkëndija é o único clube da Macedônia e o segundo dos Bálcãs com essa honraria (O outro é o Olympiacos FC, da Grécia)
Atualmente, o FK Shkëndija é considerado o clube mais popular do país, com mais de 333.000 torcedores o que dá cerca de 6.91% da população total da Macedônia (Que é de 2.076.000 milhões de habitantes)
O FK Shkëndija também sustenta cerca de 8 títulos nacionais, sendo cinco Macedonian Prva Liga, duas Copa da Macedônia do Norte de Futebol e uma Supercopa da Macedônia de Futebol

## Estádio
Seus jogos são mandados no Gradski stadion Tetovo, que possui capacidade para 15.000 espectadores.

## Treinadores
| - Qatip Osmani (?–2011) - Erhan Salimi (interino) (2011) - Nexat Shabani (2011–12) - Qatip Osmani (2012) - Ibrahim Luma (interino) (2012) - Artim Shaqiri (2012–13) - Gjore Jovanovski (2013) | - Shpëtim Duro (2013–14) - Roy Ferenčina (2014) - Jeton Beqiri (interino) (2014) - Ardian Kozniku (2014–15) - Jeton Beqiri (2015) - Shpëtim Duro (2015) - Bruno Akrapović (2015–2016) - Jeton Beqiri (interino) (2016) |  |

## Títulos
Primeira Divisão da Macedônia:
- Campeão (5): 2010–11, 2017–18, 2018–19, 2020–21, 2024–25
- Vice-campeão (2): 2015–16, 2016–17

 Supercopa da Macedônia:
- Campeão (1): 2011[1]

 Segunda Liga da Macedônia:
- Campeão (3): 1995–96, 1999–2000, 2009–10

 Copa da Macedônia:
- Campeão (2): 2015–16, 2017–18

- Vice-campeão (3): 2005–06, 2012–13, 2016–17